# Mathias Noack
Mathias Noack (* 1967 in Eisenhüttenstadt) ist ein deutscher Professor, Schauspieler und Regisseur.

## Leben
Noack studierte Schauspiel an der Theaterhochschule „Hans Otto“ Leipzig. Danach spielte er am Staatsschauspiel Dresden, dem Mecklenburgischen Staatstheater Schwerin, dem Theater der Stadt Heidelberg, den Städtischen Bühnen Nürnberg, dem Hans Otto Theater, dem Zimmertheater Tübingen, dem Maxim-Gorki-Theater, dem Deutsches Theater Bracke, dem Theater am Halleschen Ufer, dem Theater Zerbrochene Fenster und dem Renaissance-Theater Berlin.
Noack ist Professor für Schauspiel an der Universität der Künste Berlin. Er unterrichtete Schauspiel an der Hochschule für Musik „Felix Mendelssohn Bartholdy“ Leipzig, der Hochschule für Musik Franz Liszt Weimar, der Hochschule für Schauspielkunst Ernst Busch, Universität der Künste Berlin, der Otto-Falckenberg-Schule München und der Theatre Academy Shanghai.

## Filmografie (Auswahl)
- 1987: Der Freischütz in Berlin
- 1988: Mit Leib und Seele
- 1991–1992: Agentur Herz
- 1992: Stilles Land
- 1993: Wolffs Revier
- 1993: Großstadtrevier
- 1993–1994: Ein Fall für zwei
- 1995: Freunde fürs Leben
- 1995–1996: Die Wache
- 1996: Wolkenstein
- 1997: Alphateam – Die Lebensretter im OP
- 1997: Für alle Fälle Stefanie
- 1999: Zugriff
- 2000: Zurück auf Los!
- 2000: Auf eigene Gefahr
- 2000: Rosa Roth
- 2001: Alarm für Cobra 11 – Die Autobahnpolizei
- 2001: Die Kumpel
- 2003: Berlin, Berlin
- 2004: Mit deinen Augen
- 2005: SOKO Wismar

## Hörspiele (Auswahl)
- 1990: Heinrich Böll: Zum Tee bei Dr. Borsig (Robert) – Regie: Ulrich Gerhardt (Original-Hörspiel – HR/SWF)
- 1990: Victor Segalen: Fremdes Land – Hörspieltrilogie: Das Drama Rimbaud (Zitate Arthur Rimbaud) – Regie: Ulrich Gerhard (Hörspielbearbeitung – WDR)
- 1990: Martin Auer: Echos (Ein junger Mann) – Regie: Ulrich Gerhardt (Hörspiel – BR)
- 1990: Jürgen Fuchs: Der Heinz (Heinz) – Regie: Joachim Sonderhoff (Originalhörspiel – WDR)
- 1990: Andrea Faustmann: RIFF – Ohrclip: Der Sinn des Lebens (George Brandon) – Regie: Joachim Sonderhoff (Kurzhörspiel, Kinderhörspiel – WDR)
- 1993: Frieder Faist: Der übergroße Waldemar (Junger Mann) – Regie: Klaus Mehrländer (Originalhörspiel – WDR)
- 1998: Gioconda Belli: Die Werkstatt der Schmetterlinge (Paganini) – Regie: Uwe Schareck (Hörspielbearbeitung – WDR)
- 2023: Elisabet Pape „Das Mädchen mit der Pringles Dose“ Regie (SWR)

Quelle: ARD-Hörspieldatenbank